# Liste der Gebietsänderungen in Brandenburg nach 2003
Die Liste der Gebietsänderungen im Land Brandenburg nach 2003 enthält wichtige Änderungen der Gemeindegebiete des Landes Brandenburg in der Zeit vom 1. Januar 2004 bis heute. Dazu zählen unter anderem Zusammenschlüsse und Trennungen von Gemeinden, Eingliederungen von Gemeinden in eine andere, Änderungen des Gemeindenamens und größere Umgliederungen von Teilen einer Gemeinde in eine andere.

## Legende
- Datum: juristisches Wirkungsdatum der Gebietsänderung
- Gemeinde vor der Änderung: Gemeinde vor der Gebietsänderung
- Maßnahme: Art der Änderung
- Gemeinde nach der Änderung: Gemeinde nach der Gebietsänderung
- Landkreis: Landkreis der Gemeinde nach der Gebietsänderung
- OT: Ortsteil

Die Sortierung erfolgt chronologisch: Datum, kreisfreie Städte, Landkreise, aufnehmende oder neu gebildete Gemeinde. Heute noch bestehende Gemeinden sind farbig unterlegt.

## Liste
| Datum      | Gemeinde vor der Änderung | Maßnahme        | Gemeinde nach der Änderung | Landkreis          |
| ---------- | --- | --------------- | -------------------------- | ------------------ |
| 00.00.2004 | Herzberg/Elster | Namensänderung  | Herzberg (Elster)          | Elbe-Elster        |
| 29.02.2004 | Diepensee | Eingliederung   | Schönefeld                 | Dahme-Spreewald    |
| 17.06.2004 | Wittstock/Dosse OT Herzsprung | Neubildung      | Herzsprung                 | Ostprignitz-Ruppin |
| 17.06.2004 | Wittstock/Dosse OT Königsberg | Neubildung      | Königsberg                 | Ostprignitz-Ruppin |
| 01.07.2004 | Groß Kreutz/Emster | Namensänderung  | Groß Kreutz (Havel)        | Potsdam-Mittelmark |
| 19.09.2004 | Bagenz Drieschnitz-Kahsel Frauendorf Gablenz Groß Döbbern Groß Oßnig Haasow Kathlow Klein Döbbern Komptendorf Koppatz Laubsdorf Neuhausen Roggosen Sergen | Zusammenschluss | Neuhausen/Spree            | Spree-Neiße        |
| 01.10.2004 | Ahrensfelde-Blumberg | Namensänderung  | Ahrensfelde                | Barnim             |
| 01.10.2004 | Jahnberge | Namensänderung  | Wiesenaue                  | Havelland          |
| 01.10.2004 | Welsebruch | Namensänderung  | Passow                     | Uckermark          |
| 31.12.2004 | Herzsprung Königsberg | Eingliederung   | Heiligengrabe              | Ostprignitz-Ruppin |
| 01.02.2005 | Buckow | Namensänderung  | Buckow (Märkische Schweiz) | Märkisch-Oderland  |
| 01.02.2005 | Falkenhagen | Namensänderung  | Falkenhagen (Mark)         | Märkisch-Oderland  |
| 01.01.2006 | Haidemühl | Eingliederung   | Welzow                     | Spree-Neiße        |
| 01.01.2009 | Hohensaaten | Eingliederung   | Bad Freienwalde (Oder)     | Märkisch-Oderland  |
| 01.03.2010 | Belzig | Namensänderung  | Bad Belzig                 | Potsdam-Mittelmark |
| 01.10.2011 | Ketzin | Namensänderung  | Ketzin/Havel               | Havelland          |
| 01.01.2014 | Madlitz-Wilmersdorf | Eingliederung   | Briesen (Mark)             | Oder-Spree         |
| 01.01.2016 | Hornow-Wadelsdorf | Eingliederung   | Spremberg                  | Spree-Neiße        |
| 14.08.2017 | Straupitz | Namensänderung  | Straupitz (Spreewald)      | Dahme-Spreewald    |
| 01.01.2021 | Schöneberg | Eingliederung   | Schwedt/Oder               | Uckermark          |
| 19.04.2022 | Berkholz-Meyenburg Mark Landin Passow | Eingliederung   | Schwedt/Oder               | Uckermark          |